# فاسيلي ستالين
فاسيلي يوسيفوفيتش ستالين (بالجورجية: ვასილი იოსების სტალინი)، (بالروسية: Василий Иосифович Сталин)‏، (21 مارس 1921-19 مارس 1962) ابن يوسف ستالين من زوجته الثانية ناديا أليلوييفا، انضم إلى القوات الجوية السوفيتية عندما أطلقت ألمانيا النازية عملية بارباروسا لغزو الاتحاد السوفيتي في عام 1941.
شغل بعد الحرب عدة مناصب قيادية بعد وفاة والده في عام 1953، فقد فاسيلي سلطته، واعتقل بسبب إدمانه على شرب الكحول وأرسل إلى السجن، حصل لاحقًا على الرأفة ، على الرغم من أنه أمضى بقية حياته بين السجن والمكوث في المستشفى حتى وفاته في عام 1962.

## حياته
ولد فاسيلي في 21 مارس 1921، ابن يوسف ستالين وناديا أليلوييفا. كان لديه أخ غير شقيق أكبر، ياكوف دجوغاشفيلي (مواليد 1907)، من زواج والده الأول من كاتو سفانيدزه، وأخته الصغرى، سفيتلانا، ولدت في عام 1926.
وفي 9 نوفمبر 1932 أطلقت والدته النار على نفسها. لإخفاء الانتحار قيل للأطفال أن أليلييفا قد مات بسبب التهاب البريتون، وهو أحد مضاعفات التهاب الزائدة الدودية، وبعد 10 سنوات حتى علم حقيقة وفاة والدته.

## الوفاة

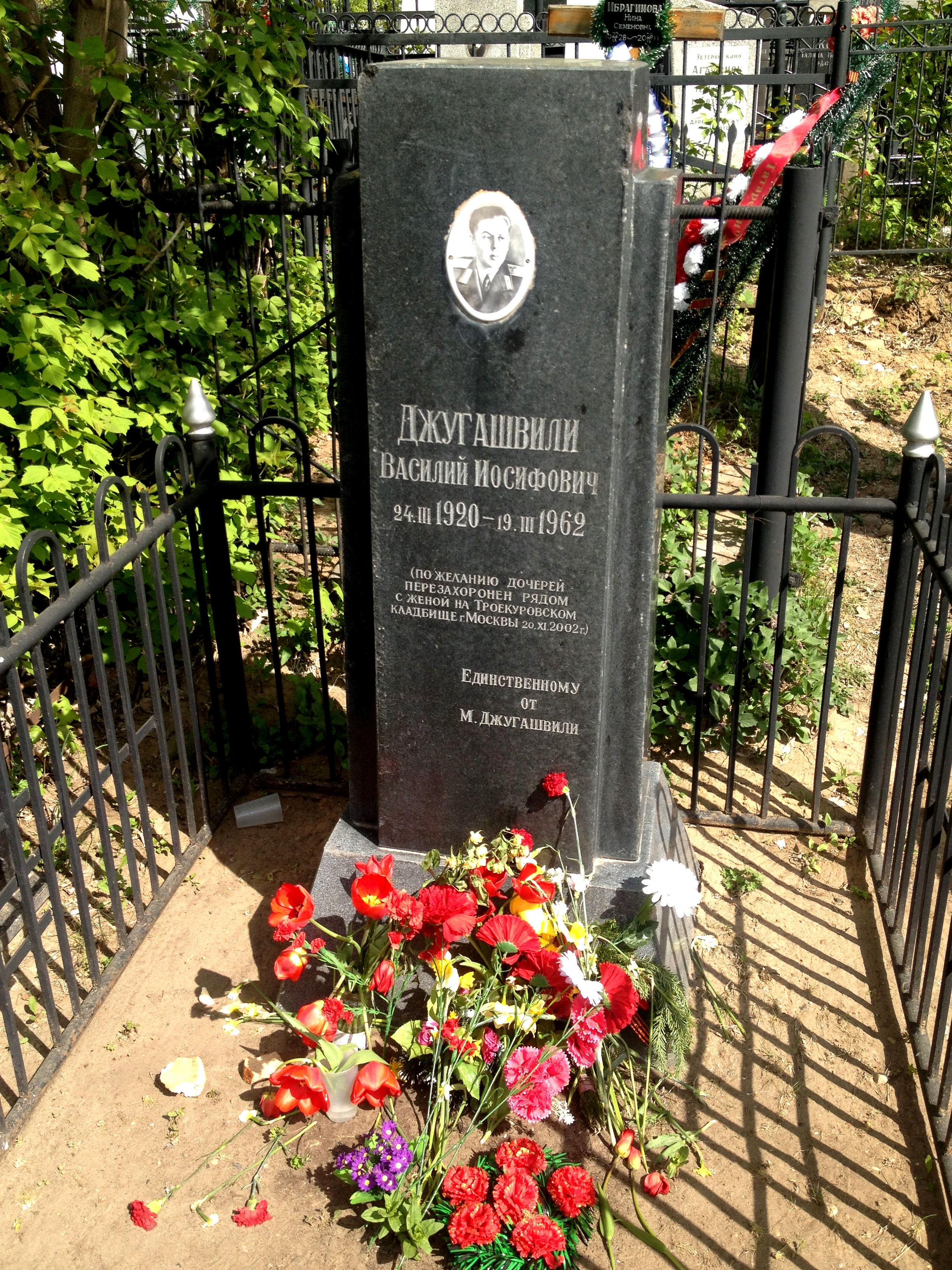
قبر فاسيلي في قازان.

توفي فاسيلي في 19 مارس 1962، بسبب إدمان الكحول المزمن، قبل يومين من عيد ميلاده الحادي والأربعين، ودُفن في مقبرة أرسكو. تمت إعادة تأهيل قبره جزئيًا في عام 1999، وأعيد دفن جثته بجانب زوجته الرابعة في مقبرة بموسكو عام 2002.

## روابط خارجية
- فاسيلي ستالين على موقع IMDb (الإنجليزية)
- فاسيلي ستالين على موقع مونزينجر (الألمانية)
- معلومات فاسيلي ستالين باللغة الروسية
- صورة فاسيلي ستالين في 32 GIAP